# الحياة على الزهرة
انخفضت التنبؤات بأن هناك حياة موجودة حاليا على الزهرة بشكل ملحوظ منذ ستينات القرن الماضي، عندما بدأت المركبات الفضائية في دراسة الزهرة وأصبح من الواضح أن الظروف على سطح الزهرة متطرفة مقارنة مع تلك الموجودة على الأرض.
وقد ساعدت حقيقة أن كوكب الزهرة يقع أقرب إلى الشمس من الأرض في رفع درجات الحرارة على سطحه إلى ما يقرب من 462 درجة مئوية، والضغط الجوي أكبر بـ90 مرة من الأرض، والتأثير الشديد لظاهرة الاحتباس الحراري، والذي  جعل الماء من غير المحتمل تواجده على سطح الكوكب. إلا أن بعض العلماء قد تكهنوا بأن بعض الكائنات الحية الدقيقة قد تكون موجودة في مثل هذه الدرجات المنخفضة والحمضية العالية لجو الزهرة.

## رؤية تاريخية
في عام 1870 ، ذكر الفلكي البريطاني ريتشارد بروكتور أن هناك إمكانية وجود حياة على كوكب الزهرة بالقرب من القطبين، ولكنها مستحيلة بالقرب من خط الاستواء. ومنذ أواخر الخمسينات، أظهرت زيادة الأدلة الواضحة من مختلف المسابر الفضائية أن الزهرة متطرف المناخ، مع ظاهرة الاحتباس الحراري والتي تولد درجة حرارة ثابتة حوالي 500 درجة مئوية على السطح. كما يحتوي الغلاف الجوي على سحب حمض الكبريتيك، والضغط الجوي على السطح حوالي 90 ضغط جوي أي تقريبا 100 مرة أعلي من الأرض ومماثل إلى الضغط علي أكثر من 1,000 متر (3,300 قدم) في أعماق محيطات الأرض. في مثل هذه البيئة، فان فرص الحياة التي نعرفها تستثنى سطح الزهرة. ومع ذلك، لا تزال هناك بعض الآراء في صالح هذا الكوكب.
في أيلول / سبتمبر عام 1967، كارل ساجان وهارولد  نشرا تحليلا لمسألة الحياة على كوكب الزهرة في مجلة الطبيعة.

## التكهنات في الآونة الأخيرة
في تحليل بيانات مهمات فينيرا ورائد الزهرة وماجلان اكتشف أن كبريتيد الكربونيل وكبريتيد الهيدروجين وثاني أكسيد الكبريت كانوا حاضرين معا في الغلاف الجوي العلوي. وقد كشفت فينيرا عن كميات كبيرة من المواد السامة مثل الكلور أسفل غلاف الزهرة . ومن الصعب أن ينتج كبريتيد الكربونيل عضويا, ولكن يمكن أن ينتج عن البراكين. حمض الكبريتيك ينتج في الغلاف الجوي العلوي عن طريق تاثير ضوء الشمس  على ثاني أكسيد الكربون وثاني أكسيد الكبريت، وبخار الماء.
الإشعاع الشمسي يحد من الغلاف الجوي القابل للسكنى إلى ما بين 51 كم (65 درجة مئوية) 62 كم (-20 درجة مئوية) بين حموضة الغيوم. وكان قد تردد أن الغيوم في الغلاف الجوي لكوكب الزهرة يمكن أن تحتوي على المواد الكيميائية التي يمكنها بدء أشكال النشاط البيولوجي. وكان قد تردد أن أي كائنات حية دقيقة افتراضية والتي تعيش في الغلاف الجوي، إذا كانت موجودة، فانها يمكنها أن يستخدم ضوء الأشعة فوق البنفسجية (الأشعة فوق البنفسجية) المنبعثة من الشمس كمصدر للطاقة، التي يمكن أن تكون تفسيرا للخطوط الداكنة التي لوحظ في صور كوكب الزهرة.
ومن الممكن أيضا أن الحياة كانت موجودة على كوكب الزهرة ولكن ليس بعد الآن. على افتراض ان  العملية التي تنقل المياه إلى الأرض كانت مشتركة بين جميع الكواكب القريبة من المنطقة القابلة للسكني، يقدر أن الماء السائل يمكن أن يكون موجودًا على سطحها لمدة تصل إلى 600 مليون سنة أثناء وبعد فترة قصيرة من أواخر القصف الشديد الذي يمكن أن يكون ما يكفي من الوقت من أجل حياة بسيطة . هذا قد يكون أيضا قد اعطي ما يكفي من الوقت للحياة الميكروبية أن تتطور لتكون جوية. كان هناك القليل جدا من تحليل المواد علي سطح، لذلك فمن الممكن أن الأدلة من الحياة الماضية، إن وجدت على الإطلاق، يمكن أن تكون من السهل العثور عليها عن طريق مسبار قادر على الحياة في ظل الظروف الجوية.